# La Tropicale Amissa Bongo 2012
Die 7. Tropicale Amissa Bongo war ein gabunisches Radsport-Etappenrennen, das vom 24. bis zum 29. April 2012 stattfand. Es wurde in sechs Etappen über eine Gesamtdistanz von ungefähr 700 Kilometern ausgetragen. Das Rennen war Teil der UCI Africa Tour 2012 und dort in die Kategorie 2.1 eingestuft. Nachdem die Tropicale in den Vorjahren im Januar ausgetragen worden war, rückte sie 2012 erstmals auf einen neuen Termin im April vor.
Der Franzose Anthony Charteau vom Team Europcar gewann das Rennen bereits zum dritten Mal in Folge und setzte sich mit nur acht Sekunden Vorsprung vor dem Eritreer Meron Russom (MTN Qhubeka) durch. Der Marokkaner Adil Jelloul (Nationalmannschaft) belegte wie schon im Vorjahr den dritten Abschlussrang.

## Teilnehmer
Wie in den Vorjahren stand auch 2012 das französische UCI Professional Continental Team Europcar um Vorjahressieger Anthony Charteau und auch Thomas Voeckler am Start. Die zweite europäische Mannschaft beim wichtigsten afrikanischen Radrennen war das deutsche Team Specialized Concept Store mit dem deutschen U-23-Meister Fabian Schnaidt. Neben neun afrikanischen Nationalauswahlen wurden unter anderem auch die afrikanischen Teams MTN Qhubeka und Groupement Sportif Pétrolier Algérie eingeladen.
| UCI Professional Continental Teams Team Europcar                        |                                                  |                                  |
| UCI Continental Teams Astana Continental Team Specialized Concept Store | MTN Qhubeka Groupement Sportif Pétrolier Algérie |                                  |
| Nationalmannschaften Burkina Faso Ruanda Tunesien                       | Kamerun Gabun Marokko                            | Eritrea Äthiopien Elfenbeinküste |
| Sonstige Les Ntsas des Plateaux                                         |                                                  |                                  |

## Etappen und Rennverlauf
Nachdem die vierköpfige Ausreißergruppe auf der ersten, kurzen Etappe im Westen Gabuns eingeholt worden war, setzte sich Yohann Gène vom Team Europcar an einem Hügel einen Kilometer vor dem Ziel ab und rettete sich als Sieger ins Ziel. Der deutsche U-23-Meister Fabian Schnaidt sprintete auf den dritten Rang. Am zweiten Tag mit hügeligem Finale erreichten der Kasache Nikita Umerbekov (Astana Continental), Thomas Voeckler (Team Europcar) sowie der Eritreer Meron Russom (MTN Qhubeka) in dieser Reihenfolge vor einer ersten Verfolgergruppe das Ziel. Russom übernahm zudem das Gelbe Trikot von Voecklers Mannschaftskollegen Gène.
Den Etappenerfolg, den er zuvor noch verpasst hatte, holte sich Thomas Voeckler einen Tag später im Massensprint vor seinem Teamkollegen Gène. Voeckler war auch auf der vierten Etappe einer der Protagonisten, wo er im Sprint einer Dreiergruppe Tarik Chaoufi aus Marokko unterlegen war, während Anthony Charteau als Tagesdritter die Gesamtführung übernehmen konnte.
Europcar dominierte das Rennen weiter und gewann auch die nächste Etappe durch Yohann Gène im Massensprint. Und während sich Charteau schließlich als erneuter Gesamtsieger ehren lassen konnte, sicherte Fabian Schnaidt dem deutschen Team Specialized Concept Store zum Abschluss in der Hauptstadt Libreville im Massensprint den ersten Sieg überhaupt.
| Etappe | Tag       | Start – Ziel         | km  | Typ         | Etappensieger    | Gesamtwertung    |
| ------ | --------- | -------------------- | --- | ----------- | ---------------- | ---------------- |
| 1.     | 24. April | Fougamou > Lambaréné | 91  | Flachetappe | Yohann Gène      | Yohann Gène      |
| 2.     | 25. April | Lambaréné > Ndjolé   | 130 | Hügeletappe | Nikita Umerbekov | Meron Russom     |
| 3.     | 26. April | Franceville > Akieni | 88  | Flachetappe | Thomas Voeckler  | Meron Russom     |
| 4.     | 27. April | Mounana > Bongoville | 120 | Hügeletappe | Tarik Chaoufi    | Anthony Charteau |
| 5.     | 28. April | Leconi > Franceville | 100 | Flachetappe | Yohann Gène      | Anthony Charteau |
| 6.     | 29. April | Owendo > Libreville  | 130 | Flachetappe | Fabian Schnaidt  | Anthony Charteau |